# 重足下目
重足下目（學名：Gravigrada）是哺乳類真獸下綱的一個棄用生物分類名稱，跟反芻下目和厚皮下目合組成為「第四類」Quaternates。這個分類由法國自然學家Henri-Marie Ducrotay de Blainville於1839建立，包括以下三個屬：象属（Elephas）、恐象屬（Dinotherium）及海牛屬（Manatus，即現在的）。這個分類之下的物種現時已分別劃歸海牛目（Sirenia）和長鼻目（Proboscidea），儘管這兩個目都屬於非洲獸總目。

## 重構分類
- 非洲獸總目
  - 長鼻目（Proboscidea）
    - 象属（）
    - 恐象屬（Dinotherium）

  - 海牛目（Sirenia）
    - 海牛屬（Trichechus）